# Damalis hirtiventris
Damalis hirtiventris är en tvåvingeart som beskrevs av Macquart 1846. Damalis hirtiventris ingår i släktet Damalis och familjen rovflugor. Inga underarter finns listade i Catalogue of Life.